# Леса Теряевского лесничества
Леса Теряевского лесничества — государственный природный заказник (комплексный) регионального (областного) значения Московской области, целью которого является сохранение ненарушенных природных комплексов, их компонентов в естественном состоянии; восстановление естественного состояния нарушенных природных комплексов, поддержание экологического баланса. Заказник предназначен для:
- сохранения и восстановления природных комплексов;
- сохранения местообитаний редких видов растений, лишайников и животных;
- ведения мониторинга видов растений и лишайников, занесенных в Красную книгу Московской области.

Заказник основан в 1966 году. Местонахождение: Московская область, Волоколамский городской округ, сельское поселение Теряевское. Заказник состоит из трех участков: участок 1 (северо-западный) расположен в 1,4 км к западу от деревни Кузьминское; участок 2 (восточный) расположен в 1,7 км к югу от деревни Курбатово; участок 3 (юго-западный) находится в 0,1 км к юго-востоку от деревни Харланиха-2. Площадь заказника составляет 19,72 га, в том числе: участок 1 — 7,88 га, участок 2 — 1,77 га, участок 3 — 10,07 га. В заказник входят выделы 10, 16 квартала 4 (участок 1), выдел 2 квартала 30 (участок 2) и выделы 4, 14 квартала 54 (участок 3) Теряевского участкового лесничества Волоколамского лесничества.

## Описание
Территория заказника располагается на границе западного и восточного физико-географических районов Верхне-Волжской провинции в зоне распространения плоских и слабоволнистых замедленно дренированных водно-ледниковых равнин. Кровля дочетвертичного фундамента местности представлена верхнеюрскими глинами. Коренные отложения перекрываются толщей четвертичных отложений Верхне-Волжской зандрово-аллювиальной равнины, сложенной водно-ледниковыми отложениями большой мощности, с отдельными невысокими моренными холмами и грядами. Абсолютные высоты заказника изменяются от 140 м над уровнем моря (участок 1) до 149 м над уровнем моря (участки 2 и 3).
Участок 1 представляет собой фрагмент слабоволнистой водно-ледниковой равнины на левобережье реки Малой Сестры (приток реки Ламы). Перепады абсолютных высот в границах территории незначительны — 140—141 м над уровнем моря. Для участка характерно чередование более сухих микроповышений и переувлажненных микропонижений по типу западин. Поверхности водно-ледниковой равнины сложены водно-ледниковыми песками и супесями, иногда с прослоями суглинков, подстилаемыми моренными отложениями и местами перекрытыми слоем торфа. По понижениям пологонаклонной поверхности равнины сформировался кочкарно-западинный микрорельеф. Гидрологический сток территории направлен в реку Малую Сестру, правый приток Ламы (бассейн реки Волги).
Участок 2 расположен в районе залегания ложбин стока, прорезающих водно-ледниковые равнины на левобережье реки Малой Сестры. Абсолютные высоты в границах участка составляют 147,5—149 м над уровнем моря. Поверхности равнины участка сложены древнеаллювиально-водно-ледниковыми песчаными отложениями. Гидрологический сток территории направлен на север в реку Малую Сестру.
Территория участка 3 включает пологонаклонный участок водно-ледниковой равнины на левобережье реки Большой Сестры (правый приток Ламы). Абсолютные высоты колеблются от 144 до 149 м над уровнем моря. На участке преобладают плоские пологонаклонные поверхности водно-ледниковых равнин, сложенные водно-ледниковыми песками и супесями, с прослоями суглинков, которые подстилаются мореной. На поверхности равнины встречаются переувлажненные понижения по типу западин и ложбин. Гидрологический сток территории направлен в реку Большую Сестру (бассейн реки Волги) и её левые притоки.
Почвенный покров на территории всех трех участков заказника представлен преимущественно дерново-подзолами и дерново-подзолами глеевыми на песчано-супесчаных отложениях, а также торфяно-подзолами глеевыми на заболоченных участках.

### Флора и растительность
Главным объектом охраны в заказнике являются старовозрастные таёжные сосновые, березово-сосновые и елово-сосновые леса с елью во втором ярусе, преимущественно кустарничково-зеленомошные, а также почти чистые сосняки с единичным участием ели и березы.
Для участка 1 характерны старовозрастные сосновые леса нескольких типов. Диаметры стволов сосен составляют 40—50 см, местами до 60—70 см.
Преобладают сосновые, сосновые с березой, сосновые с березой и елью леса зеленомошной группы: черничные, черничные с орляком, черничные с вейником и орляком, черничные с брусникой и багульником, орляковые с вейником и черникой, орляковые с вейником и брусникой. Встречаются сосняки вересковые, сосняки вейниковые с черникой. Ель в этих лесах участвует во втором ярусе и подросте. В подросте также повсеместно встречаются сосна, береза, рябина. Кустарниковый ярус не выражен. Единично встречается крушина ломкая, местами — малина. В травяно-кустарничковом ярусе доминируют черника, вейник тростниковидный, орляк обыкновенный, брусника обычная, вереск, марьянник луговой. Местами растут ландыш майский, майник двулистный, седмичник европейский, костяника, земляника лесная, золотарник обыкновенный, кислица обыкновенная, щитовник картузианский (игольчатый). В сосняке с елью черничном с орляком зеленомошном отмечена гудайера ползучая (занесена в Красную книгу Московской области).
На повышениях микрорельефа в разреженных сосняках обильны олиготрофные виды: брусника, вереск и лишайники из рода кладония и цетрария. Встречаются плауны: годичный и булавовидный (редкий и уязвимый вид, не включенный в Красную книгу Московской области, но нуждающийся на территории области в постоянном контроле и наблюдении), а также ландыш майский, марьянник луговой.
В заболоченных понижениях эти типы леса сменяются сосняками кустарничковыми зеленомошно-долгомошно-сфагновыми с характерным кочковатым микрорельефом. Диаметры сосен — 20—30 см. В редком подросте участвуют береза и ель, а в кустарниковом ярусе встречаются крушина ломкая и ива пепельная. В травяно-кустарничковом ярусе преобладают кустарнички: багульник болотный, голубика, болотный мирт, черника и брусника (на кочках). Пушица влагалищная встречается единично. Характерен сплошной моховой покров. На кочках присутствуют зеленые и долгие мхи, в понижениях — сфагновые.
Встречаются переходные типы сосняков: черничные с брусникой зеленомошные, черничные с багульником, голубикой и пятнами долгих мхов по западинам; кустарничковые моховые (зеленомошные с пятнами политрихума и сфагнума). В последнем доминируют черника и брусника, а голубика и багульник встречаются по западинам (единично и группами). Присутствуют вереск, вейник тростниковидный, марьянник, редко — гудайера ползучая.
На достаточно дренированных почвах участка 2 заказника распространены высокобонитетные сосновые леса IV класса возраста.
Приподнятые плоские участки водоразделов на участке 3 заняты березово-сосновыми и сосновыми лесами чернично-зеленомошными, вейниково-чернично-зеленомошными, вейниково-орляковыми зеленомошными. Встречаются редкотравные зеленомошные и зеленомошные сообщества. Диаметр стволов сосен составляет 30—40 (до 50) см. В подросте обычна ель, часто встречается рябина, и единично дуб. В кустарниковом ярусе единично встречается крушина ломкая, иногда кустарниковые ивы. В травяно-кустарничковом ярусе преобладают черника, вейник тростниковидный, орляк обыкновенный. Повсеместно встречаются брусника, ожика волосистая, седмичник европейский, майник двулистный, щитовник игольчатый, марьянник луговой, вероника лекарственная, золотарник обыкновенный. Изредка растет плаун годичный и вереск. В лесах с участием ели присутствует кислица обыкновенная, а в сосняке с елью и березой редкотравном отмечена гудайера ползучая. В напочвенном покрове преобладают зеленые мхи с примесью долгих (политриховых) и сфагновых мхов по микрозападинкам.
На сухих ветках елей нередко встречаются эпифитные лишайники родов эверния, платизмация сизая, реже — гипогимния трубчатая, уснеи жестковолосатая, густобородая и оголяющаяся (все четыре вида занесены в Красную книгу Московской области).
На повышениях микрорельефа в разреженных сосняках обильны олиготрофные виды: брусника, вереск и лишайники из рода кладония и цетрария, иногда — ястребиночка волосистая, белоус торчащий.

### Фауна
Животный мир участков заказника ввиду их малой площади и территориальной разобщенности значительно обеднен. Но с учётом окружающей их территории он достаточно репрезентативен для сообществ сосновых лесов Московской области. В целом на территории отмечены 46 видов наземных позвоночных животных — 2 вида амфибий, 1 вид рептилий, 27 видов птиц, 16 видов млекопитающих. Непосредственно на территории участков заказника отмечено 28 видов.
Основу фаунистического комплекса заказника составляют виды хвойных лесов средней полосы России. Практическое отсутствие в населении синантропных видов свидетельствует о высокой степени сохранности и целостности природного комплекса.
В границах заказника можно выделить лишь один зоокомплекс: зооформацию хвойных лесов, представленных высокоствольными сосняками, преимущественно с участием ели во втором ярусе и подросте. Такие насаждения представляют прекрасные кормовые и защитные условия для большого комплекса хвойнолюбивых видов как европейского происхождения — европейский крот, рыжая полевка, лесная куница, сойка, крапивник, пеночка-теньковка, славка-черноголовка, желтоголовый королек, зарянка, певчий и чёрный дрозды, хохлатая синица, так и сибирского происхождения — обыкновенная белка, рябчик, желна, пухляк. В ядро фаунистического комплекса сосновых лесов входят и широкораспространенные лесные виды: канюк, большой пестрый дятел, обыкновенный поползень. В хвойных лесах заказника обычны серая жаба и живородящая ящерица, много крупных гнезд рыжих лесных муравьев.
Встречается много следов жизнедеятельности лося и кабана, лисицы, на участке 3 расположено поселение барсука (редкий и уязвимый вид, не включенный в Красную книгу Московской области, но нуждающийся на территории области в постоянном контроле и наблюдении).

## Объекты особой охраны заказника
Охраняемые экосистемы: высокобонитетные старовозрастные таёжные сосновые, березово-сосновые и елово-сосновые с елью во втором ярусе леса кустарничково-зеленомошные с вейником и орляком и зеленомошно-долгомошно-сфагновые.
Места произрастания и обитания охраняемых в Московской области, а также иных редких и уязвимых видов растений, лишайников и животных, зафиксированных на территории заказника, перечисленных ниже, а также глухаря и барсука.
Охраняемые в Московской области, а также иные редкие и уязвимые виды растений:
- виды, занесенные в Красную книгу Московской области: гудайера ползучая;
- виды, являющиеся редкими и уязвимыми таксонами, не включенные в Красную книгу Московской области, но нуждающиеся на территории области в постоянном контроле и наблюдении: плаун булавовидный.

Охраняемые в Московской области, а также иные редкие и уязвимые виды лишайников (виды, занесенные в Красную книгу Московской области): уснея жестковолосатая, уснея густобородая (нитчатая), уснея оголяющаяся, гипогимния трубчатая.
Охраняемые в Московской области, а также иные редкие и уязвимые виды животных (виды, являющиеся редкими и уязвимыми таксонами, не включенные в Красную книгу Московской области, но нуждающиеся на территории области в постоянном контроле и наблюдении): хохлатая синица, бабочки — дневной павлиний глаз, углокрыльница C-белое, большая лесная перламутровка, бархатница воловий глаз, барсук.